# Amphisternus sexplogiatus
Amphisternus sexplogiatus là một loài bọ cánh cứng trong họ Endomychidae. Loài này được Heller miêu tả khoa học năm 1923.